# Андре Лальман
Андре Лальман (фр. André Lallemand; 9 вересня 1904 — 24 березня 1978) — французький астроном, член Паризької АН (1961).
Родився в Сіре-ле-Понтає. Закінчив Страсбурзький університет. Потім працював у Страсбурзькій обсерваторії, після 1945 — у Паризькій обсерваторії, з 1961 — професор Колеж-де-Франс. 
Наукові праці присвячені розробці електронно-оптичних приймачів зображення і застосування їх в астрономії. У 1934 почав експерименти з електронної фотографії, які увінчалися створенням в 1951 першої електронної камери (камера Лальмана), призначеної для фотографування слабких небесних об'єктів та їхніх спектрів. При тривалих експозиціях вона дає виграш у 30-40 разів в порівнянні із звичайною фотографією. Камера Лальмана знайшла широке застосування в багатьох обсерваторіях світу. Розробив фотопомножувач, призначений спеціально для астрономічних досліджень. У період роботи у Страсбурзькій обсерваторії сконструював високоточний фотометр для вимірювання астронегатівів. 
Президент Французького астрономічного товариства (1960-1962). 
Медаль Еддінгтона Лондонського королівського астрономічного товариства (1962), медаль обсерваторії Ніцци (1970), премія Паризької АН.